# Бескакотов Веніамін Васильович
Веніамін Васильович Бескакотов (Ла́рін; нар. 28 грудня 1929, Перекопне) — український графік і живописець; член Спілки художників України.

## Біографія
Народився 28 грудня 1929 року в селі Перекопному (тепер Єршовський район Саратовської області, Росія). Протягом 1945—1950 років навчався у Ташекнтському художньому училищі; протягом 1953—1959 років — у Харківському художньому інституті (викладачі Олексій Кокель, Василь Мироненко, Петро Супонін). Дипломна робота — серія плакатів «Народ — коваль свого щастя» (керівник Володимир Селезньов). З 1953 по 1959 рік співпрацював із газетами «Красное знамя», «Соціалістична Харківщина» та видавництвом «Прапор».
З 1959 року в Києві. З 1959 по 1964 рік працював художнім редактором відділу політичного плаката видавництва «Мистецтво», та у видавництві «Урожай» у 1960-ті роки. 1980 року закінчив Інститут журналістської майстерності Київського університету. З 1990-х працював фотожурналістом Українського фонду культури. Жив у Києві, в будинку на вулиці Дашавській № 27, квартира 3, потім в будину на вулиці Курганівській № 3, квартира 92.

## Творчість
Працював в галузі плаката, станкової та книжкової графіки, писав живописні пейзажі, портрети у реалістичному стилі. Серед робіт:
плакати
- «Дамо Україні більше шовку» (1951);
- «Вчись працювати по-комуністичному» (1956);
- «Сільська молодь оволодіває технікою колгоспних ланів» (1958)
- «Живи Україно, прекрасна і сильна!» (1960);
- «Розквітай, дружбо наша!» (1960; у співавторстві з Олександром Вороною);
- «Двічі Герой Соціалістичної Праці Г. Ладані» (1961; Закарпатський краєзнавчий музей);
- «Посіємо якісно і в строк» (1961);
- «З Новим роком!» (1962);
- «Звільнення на берег» (1962, кіноплакат);
- «400 років вітчизняного книгодрукування» (1963);
- «Салют Жовтню!» (1964);
- плакат-афіша до кінофестивалю художніх та науково-популярних фільмів, присвячених Тарасу Шевченку (1964; у співавторстві з Олександром Вороною);
- «Будівельникам всенародну шану!» (1966)
- «Героям днів жовтневих — слава!» (1967);
- «Художники України до 100-річчя від дня народження В. І. Леніна» (1970);

живопис
- «Вуличка у старому Ташкенті» (1990-ті);
- «Дружина» (2009).

Ілюстрував та оформляв книги:
- «Росні трави» І. Потєхіної (1957, Харків);
- альманах для дітей «Біля вогнища» (1957, Харків);
- «Календар колгоспника» (1962, 1964, Київ).

Також автор:
- листівок «З міжнародним жіночим днем 8 березня» (1959);
- медалі «А. Макаренко» (1980);
- серії декоративних тарелей «Пташки» (1990).

Брав участь у республіканських виставках з 1960 року, всесоюзних та зарубіжних з 1959 року, зокрема у 1959 році його твори експонувалися на виставці в Румунії.